# Vasco Giuseppe Bertelli
Vasco Giuseppe Bertelli (Pontedera, Itália, 23 de janeiro de 1924 — Florença, Itália, 2 de novembro de 2013) foi um prelado italiano da Igreja Católica e bispo emérito de Volterra.

## Biografia
Vasco nasceu em Pontedera e foi ordenado sacerdote em Pisa em 5 de abril de 1947.
Em 25 de maio de 1985, foi nomeado bispo da Diocese de Volterra e consagrado em 29 de junho de 1985.
Em 3 de março de 1994, foi nomeado administrador apostólico da Diocese de Massa Marittima-Piombino, função que ocupou por 6 meses.
Bertelli se aposentaria por idade da Diocese de Volterra em 18 de março de 2000.
Ele morreu em 2 de novembro de 2013 aos 89 anos.